# NGC 7469
NGC 7469 ist eine Balken-Spiralgalaxie mit aktivem Galaxienkern vom Hubble-Typ SBa im Sternbild Pegasus am Nordsternhimmel. Sie ist schätzungsweise 225 Millionen Lichtjahre von der Milchstraße entfernt und hat einen Durchmesser von etwa 90.000 Lichtjahren. Die Galaxie gehört zu den am besten untersuchten Seyfert-Galaxien. Die Masse des schwarzen Loches in ihrem Zentrum beträgt rund 107 Sonnenmassen.
Von der Erde aus gesehen etwa 80″ nördlich von NGC 7469 ist IC 5283 zu finden. Die beiden Galaxien bilden das isolierte, wechselwirkende Galaxienpaar Arp 298, KPG 575 oder Holm 803.
Halton Arp gliederte seinen Katalog ungewöhnlicher Galaxien nach rein morphologischen Kriterien in Gruppen. Dieses Galaxienpaar gehört zu der Klasse Unklassifizierte Doppelgalaxien.
Die Supernova SN 2000ft (Typ II) und SN 2008ec (Typ Ia) wurden hier beobachtet.
Das Objekt wurde am 12. November 1784 von Wilhelm Herschel entdeckt.

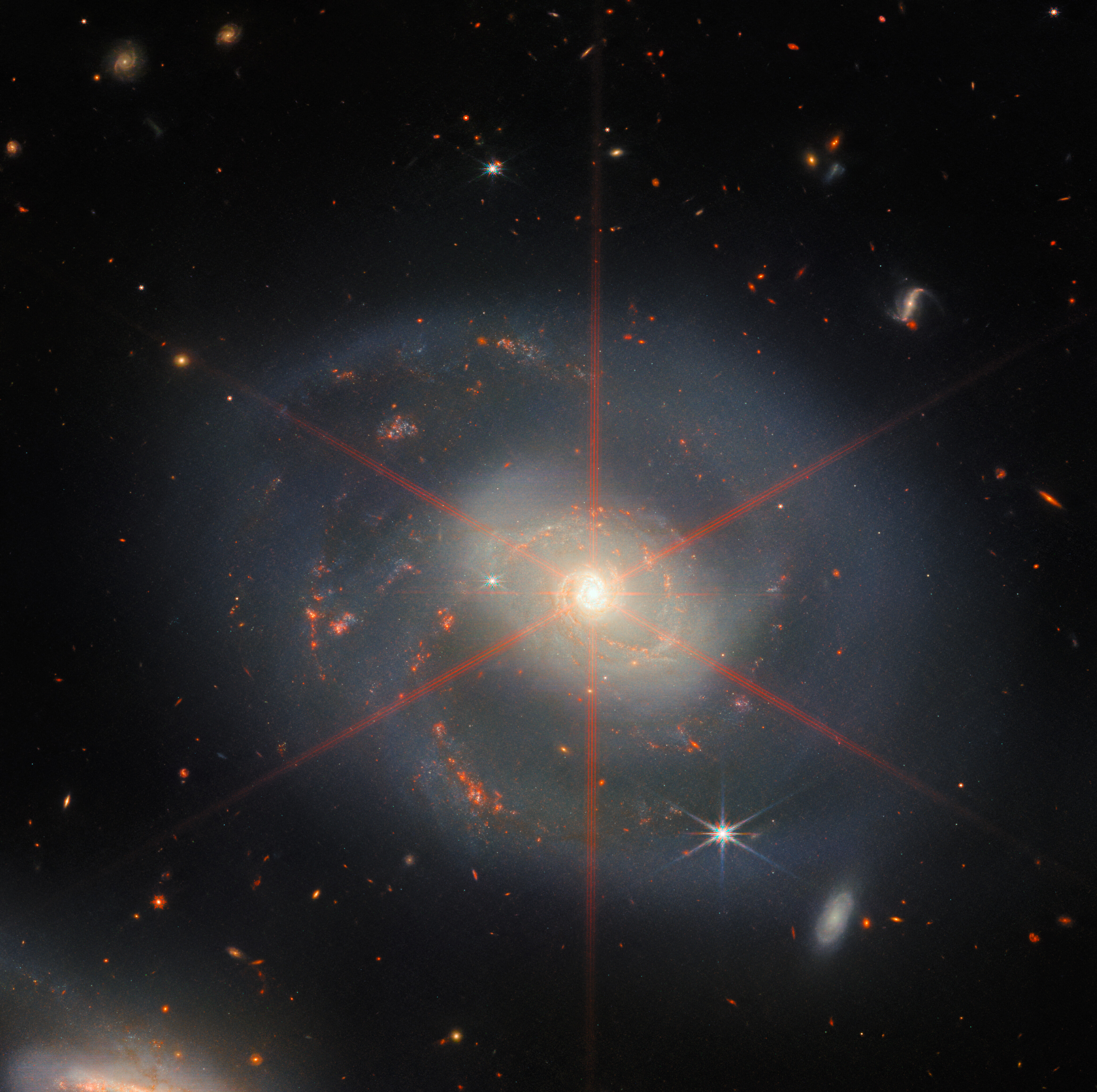
Infrarotaufnahmen mithilfe des James-Webb-Weltraumteleskops